# Otidea
Genre
Otidea est un genre de champignons ascomycètes de la famille des Pyronemataceae.

## Liste des espèces et variétés
Selon BioLib (17 sept. 2015) :
- Otidea alutacea (Pers.) Massee
- Otidea apophysata (Cooke & W. Phillips) Sacc.
- Otidea austica (Pers.) anon.
- Otidea bufonia (Pers.) Boud.
- Otidea cochleata (L.) Fuckel
- Otidea concinna (Pers.) Sacc.
- Otidea grandis (Pers.) Rehm
- Otidea indivisa Velen.
- Otidea leporina (Batsch) Fuckel
- Otidea mirabilis Bolognini & Jamoni
- Otidea onotica (Pers.) Fuckel
- Otidea phlebophora (Berk. & Broome) Sacc.
- Otidea platyspora Nannf.
- Otidea propinquata (P. Karst.) Harmaja
- Otidea umbrina (Pers.) Bres.
- Otidea violacea A.L. Sm. & Ramsb.

Selon NCBI (6 nov. 2012) :
- Otidea abietina
- Otidea alutacea
  - variété Otidea alutacea var. microspora
- Otidea apophysata
- Otidea bufonia
- Otidea cantharella
- Otidea cochleata
- Otidea concinna
- Otidea daliensis
- Otidea felina
- Otidea grandis
- Otidea kauffmanii
- Otidea lactea
- Otidea leporina
- Otidea mirabilis
- Otidea onotica
- Otidea phlebophora
- Otidea platyspora
- Otidea rainierensis
- Otidea sinensis
- Otidea smithii
- Otidea tuomikoskii
- Otidea umbrina